# پیر بارو
پیر بارو (فرانسوی: Pierre Barouh‎; ۱۹ فوریهٔ ۱۹۳۴ – ۲۸ دسامبر ۲۰۱۶) خواننده، آهنگ‌ساز، ترانه‌سرا و بازیگر سینما اهل فرانسه بود.
از فیلم‌ها یا برنامه‌های تلویزیونی که وی در آن نقش داشته‌است می‌توان به ژاندارم سن-تروپه، یک مرد و یک زن، و برای زندگی، زندگی کن اشاره کرد.